# Beate Gummelt
Helga-Beate Anders-Gummelt (Leipzig, 4 februari 1968) is een atleet uit Duitsland.
Gummelt nam driemaal deel aan de Olympische Zomerspelen. In 1992 en 1996 aan de 10 kilometer snelwandelen, in 2000 aan de 20 kilometer snelwandelen. In 1996 werd ze gediskwalificeerd.
Gummelt werd zevenmaal nationaal kampioene van Oost-Duitsland, en 24 keer van Duitsland na de hereniging.
Op de wereldkampioenschappen indooratletiek 1989 behaalde ze een gouden medaille op het onderdeel 3000 meter snelwandelen.

## Privé
Gummelt was getrouwd met Bernd Gummelt, die in 1990 op de Europese kampioenschappen een zilveren medaille behaalde op de 50 kilometer snelwandelen.
- World Athletics: 14277832